# Neufahrn bei Freising
Neufahrn bei Freising, Neufahrn b.Freising – miejscowość i gmina w Niemczech, w kraju związkowym Bawaria, w rejencji Górna Bawaria, w regionie Monachium, w powiecie Freising. Leży około 10 km na południowy zachód od Freising, przy autostradzie A92, drodze B11 i liniach kolejowych Monachium – Ratyzbona oraz Monachium – Port lotniczy Monachium.

## Demografia
| Rok  | Liczba mieszk. |
| ---- | -------------- |
| 2002 | 18 068         |
| 2003 | 18 156         |
| 2004 | 18 415         |
| 2005 | 18 661         |
| 2007 | 18 837         |

### Struktura wiekowa
Dane o ludności z 31 grudnia 2008:
| Opis                                | Ogółem | Ogółem | Kobiety | Kobiety | Mężczyźni | Mężczyźni |
| ----------------------------------- | ------ | ------ | ------- | ------- | --------- | --------- |
| Jednostka                           | osób   | %      | osób    | %       | osób      | %         |
| Populacja                           | 19 006 | 100    | 9289    | 48,87   | 9717      | 51,13     |
| Wiek przedprodukcyjny (0–17 lat)    | 3678   | 19,35  | 1782    | 9,38    | 1896      | 9,98      |
| Wiek produkcyjny (18–65 lat)        | 12 481 | 65,67  | 6021    | 31,68   | 6460      | 33,99     |
| Wiek poprodukcyjny (powyżej 65 lat) | 2847   | 14,98  | 1486    | 7,82    | 1361      | 7,16      |

## Polityka
Wójtem gminy jest Rainer Schneider z PFW, rada gminy składa się z 24 osób.
|      | CSU | SPD | PFW | Zieloni | FDP/EB | ödp | Razem |
| 2008 | 6   | 4   | 9   | 2       | 2      | 1   | 24    |
| 2002 | 7   | 4   | 10  | 1       | 1      | 1   | 24    |

## Oświata
W gminie znajduje się 7 przedszkoli, 1 świetlica oraz 4 szkoły (2 podstawowe – 38 nauczycieli i 811 uczniów, gimnazjum – 66 nauczycieli, 1074 uczniów i Hauptschule – 31 nauczycieli i 410 uczniów)